# Rick Rickert
Pour les articles homonymes, voir Rickert.
Rick Rickert, né le 11 février 1983, à Duluth, au Minnesota, est un joueur de basket-ball américain. Il évolue au poste d'ailier fort.

## Palmarès
- Coupe de Croatie 2004